# Honda X11
Honda X11 eller Honda CB1100SF är en kåplös sportmotorcykel som tillverkades av Honda mellan 1999 och 2002.

## Tekniska data

### Motor
- 4-cylindrig vätskekyld radmotor, fyrtakt med dubbla överliggande kamaxlar, 4 ventiler per cylinder, och elektronisk insprutning
- Volym: 1137 cm3
- Effekt: 140 Hk vid 9000 varv/min
- Vridmoment: 116 Nm vid 7000 varv/min

### Transmission
- 5-steg växellåda och kedjedrift

### Bromsar
- Dubbla 310 mm skivor med trekolvsok fram
- 256 mm skiva med trekolvsok bak

### Chassi
- Torrvikt: 222 kg
- Deltaboxram,
- Pro-link
- 43 mm framgaffel
- Tankvolym: 22 liter